# Tea Tairović
Tea Tairović Vardaj (Novi Sad, 26. travnja 1996.) srbijanska je pjevačica, tekstopisac i plesačica. Postala je slavna sudjelovanjem na natjecanju Zvezde Granda. Izdala je četiri albuma. Nazvana je „balkanskom Beyoncé”.

## Životopis

### Rani život (1996. – 2012.)
Rođena je 26. travnja 1996. u Novom Sadu. Jedino je dijete TV voditeljice Božice Malević i akademskoga slikara Zorana Tairovića po kome ima romske korijene.
S tri godine počinje se baviti baletom te osvaja drugo mjesto na svjetskom natjecanju u plesu.
Nakon završene osnovne i srednje škole u Novom Sadu, upisuje studij filozofije.

### Zvezde Granda, početak karijere (2013. – 2016.)
Prvi put se natječe u Zvezdama Granda 2013. godine. Iduće godine izdaje prvi singl, „Da si moj”.
Godine 2015. opet se natječe u Zvezdama Granda, no ovaj put stječe veliku popularnost. Primjećuje ju Jelena Karleuša koja joj, unatoč kritikama, predviđa veliki uspjeh.
Prolaskom u finale izdaje singl „Karakterna osobina” iste godine. Iduće godine izdaje singl „Igračica”.

### Singlovi, dueti (2017. – 2021.)
Godine 2017., izdaje singl „Nevolja” čiji su autori reperi Jala Brat i Buba Corelli. Iste godine izdaje singl „Otkad tebe znam” u duetu sa Šabanom Šaulićem. U rujnu izdaje singl „Idu dani” s reperom Rimskim. Krajem godine izdaje singl „I u dobru i u zlu”.
Godine 2018. izdaje singl „Brat na brata” u duetu s Ivanom Krunić. Iste godine izdaje singl „Medikamenti” u duetu s DJ Shoneom.
Početkom 2019. godine izdaje singl „Polako”. To je ujedino i prva pjesma kojoj je pisala tekst. Izdaje singl Mala s reperom Tozlom. Uzastopno izdaje duete.
Godine 2020. izdaje pjesmu „Svetica”. Iduće godine izdaje singlove „Hajde” i „Na jednu noć” koji su postigli velike uspjehe.

### 2022 – danas: Albumi, turneja
Dana 21. svibnja 2022. izdaje svoj debitantski album, Balkanija. Pjesme s albuma postigle su uspjeh na Billboardovoj ljestvici za Hrvatsku.
Iduće godine izdaje album Balerina. Album također postiže uspjeh, no tekst pjesme „Izrael i Palestina” promijenjen je u „Španija i Argentina” zbog kontroverznosti. Iste godine održava prvi solistički koncert, na stadionu Tašmajdan.
Godine 2024. izdaje album Tea te kreće na regionalnu turneju. Rasprodaje Štark arenu te održava dva koncerta u njoj.
Dana 18. travnja 2025. godine najavljuje novi album Aska.
Dana 24. travnja 2025. godine udaje se za Ivana Vardaja.

## Diskografija

### Studijski albumi
- Balkanija (2022.)
- Balerina (2023.)
- Tea (2024.)
- Aska (2025.)